# ウェーブハウス
株式会社ウェーブハウス（WAVEHOUSE Co.,Ltd.）は、岡山県岡山市に本社を置く不動産会社。

## 概要
主に不動産賃貸管理や不動産賃貸仲介、不動産売買仲介業を行う。加え、投資家向けの不動産投資コンサルティングも行っている。
なお、マンションの売買仲介件数は岡山県においてトップクラスを誇る。さらに、不動産関連WEBサイトを複数運営している。
岡山県の実業家である市川周治が代表取締役を務めていると共に、その妻であり芸術家の市川美加は同社の空きスペースを利用したアトリエにおいて作品を制作していると美術情報誌の『月刊美術』において発言している。

### 経営理念
不動産の流通と再生を促進することで建物の価値を最大化し、地球にやさしい環境社会の向上に貢献する

### 社是・社訓
- 会社はお客様と社員の幸福のためにある
- お客様に究極の満足を与えよ、それが究極の社員の満足に繋がる
- 会社の拡大と発展により新しい価値を創造せよ
- 夢と高い志を持ち常にチャレンジせよ
- 感激できる感性を持つべし　感激は、情熱の源であり、情熱は成功への出発点である
- 逆境に悲観せず、現状に満足せず、常にハングリー精神を持て
- 結果がすべてである　すべての戦いに勝ちつづけなければならない　勝つための方法を考えよ
- 継続こそ力である　日々の努力は、継続されることにより信用を生み、信用は力を生む
- 物事の本質を見抜け、雑音に動じるな
- 変化をチャンスと思え、どんな逆境もチャンスと思えば成功への道は開かれる
- 積極果敢に攻めよ、守りは負けの始まりなり

### 免許番号
- 宅地建物取引業岡山県知事（6）第4022号

### 取引銀行
- おかやま信用金庫　大元支店
- 笠岡信用組合　岡山支店
- 中国銀行　大元支店
- 香川銀行　岡山支店
- 百十四銀行　岡山駅西口支店
- 三井住友銀行　岡山支店
- 阿波銀行　岡山支店
- トマト銀行　野田支店

### 加盟団体
- 公益社団法人岡山県宅地建物取引業協会
- 一般社団法人投資不動産流通協会
- 一般社団法人リノベーション協議会
- 不動産売買仲介全国FCイエステーション
- ＪＭＡ日本分譲マンションリース協会

## 主な事業内容
- 宅地建物取引業
- 不動産賃貸業
- 不動産管理業及び付帯業務
- 損害保険代理店業
- 不動産関連各種WEBサイト運営

## 関連WEBサイト
- 不動産蓄積データ活用型営業支援ツール 土地BANK
- 不動産売却王 岡山
- 不動産売却王 全国版
- ゼロから始める新築アパート経営 大家になろうPROJECT

## グループ会社
- 株式会社ネットデータ
- 株式会社ウェーブアーキテクトラボ／一級建築士事務所

## メディア掲載（一部）
- 「ウェーブハウス 土地バンク好調」-住宅新報 2019年6月11日号
- 「物件・地価情報 ネット地図で一覧 ウェーブ社、不動産営業を支援」-日本経済新聞　中国・四国版 2018年5月19日
- 「夢紡いで トップランナー５１人の思い」-RSK山陽放送 2018年4月
- 「岡山市中心部　マンションの価値『上昇』…現状は」-KSBスーパーJチャンネル 2018年3月
- 「不動産投資セミナー」-山陽新聞 2015年10月
- 「基準地価」-山陽新聞 2015年9月